# بیگ یلو
بیگ یلو (انگلیسی: Big Yellow Group) شرکت خدمات مالی بریتانیایی است، که در سال ۱۹۹۸ تأسیس شد.